# Hugo Becker (wiolonczelista)
Jean Otto Eric Hugo Becker (ur. 13 lutego 1863 w Strasburgu, zm. 30 lipca 1941 w Geiselgasteig) – niemiecki wiolonczelista i pedagog.

## Życiorys
Podstawy edukacji muzycznej otrzymał od swojego ojca, skrzypka Jeana Beckera. Następnie był uczniem Kanuta Kündingera w Mannheimie oraz Friedricha Grützmachera i Karla Hessa w Dreźnie. Studiował także u Alfredo Piattiego. W latach 1880–1883 był członkiem orkiestry teatru operowego w Mannheimie. Od 1884 do 1886 roku był solistą orkiestry operowej we Frankfurcie nad Menem. W latach 1890–1906 występował jako członek kwartetu smyczkowego Hugo Heermanna. Od 1895 roku wykładał we frankfurckiej Hochschule für Musik. Od 1901 roku występował w ramach koncertów poniedziałkowych w Londynie. W 1902 roku został profesorem Królewskiej Akademii Muzycznej w Sztokholmie. Od 1909 do 1929 roku wykładał w Hochschule für Musik w Berlinie.
Występował wspólnie z takimi muzykami jak Daniel Quast, Willy Hess, Ernst von Dohnányi, Henri Marteau, Ferruccio Busoni, Eugène Ysaÿe, Artur Schnabel i Carl Flesch. Opublikował pracę Mechanik und Ästhetik der Violoncellspiels (Wiedeń 1929). Skomponował Koncert wiolonczelowy A-dur.